# Tanyochraethes hololeucus
Tanyochraethes hololeucus är en skalbaggsart som först beskrevs av Bates 1892.  Tanyochraethes hololeucus ingår i släktet Tanyochraethes och familjen långhorningar. Inga underarter finns listade i Catalogue of Life.